# USL First Division
La United Soccer Leagues First Division (en español: Primera División de Ligas Unidas de Fútbol) fue un torneo de fútbol en Estados Unidos y Canadá. En Estados Unidos y Canadá fue el torneo de segunda división, por debajo de la Major League Soccer. Al no estar directamente vinculado con ella no hay sistema de ascenso y descenso.
Se implementó para el año 2011 (la USL-1D y USL-2D se unirán y transformada en la USL-Pro, una liga de tercera división).

## Equipos de 2010
| Club                     | Fundación | Estadio                      | Ciudad                   |
| ------------------------ | --------- | ---------------------------- | ------------------------ |
| Austin Aztex             | 2008      | Nelson Field                 | Austin, Texas            |
| Portland Timbers         | 2001      | PGE Park                     | Portland, Oregón         |
| Puerto Rico Islanders    | 2003      | Estadio Juan Ramón Loubriel  | Bayamón, Puerto Rico     |
| Miami FC                 | 2006      | Estadio Riccardo Silva       | Miami, Florida           |
| Tampa Bay Rowdies        | 1975      | George M. Steinbrenner Field | Tampa, Florida           |
| Montreal Impact          | 1992      | Estadio Saputo               | Montreal, Canadá         |
| Crystal Palace Baltimore | 2006      | Paul Angelo Stadium          | Towson, Maryland         |
| AC St Louis              | 2009      | Anheuser-Busch Soccer Park   | Fenton, Misuri           |
| Vancouver Whitecaps      | 1986      | Estadio Swangard             | Vancouver, Canadá        |
| NSC Minnesota            | 2010      | National Sports Center       | Blaine, Minnesota        |
| Rochester Rhinos         | 1996      | Marina Auto Stadium          | Rochester, Nueva York    |
| Carolina RailHawks       | 2006      | WakeMed Soccer Park          | Cary, Carolina del Norte |

## Historial de Participantes
- Atlanta Silverbacks (2005–08)
- Austin Aztex (2008–09) (En 2010 jugó en la USSF D2 Pro League)
- California Victory (2007)
- Carolina RailHawks (2007–09) (En 2010 jugó en la USSF D2 Pro League por la Conferencia NASL)
- Charleston Battery (2005–09)
- Cleveland City Stars (2009)
- FC Tampa Bay (2010) (En 2010 jugó en la USSF D2 Pro League)
- Miami FC (2006–09) (En 2010 jugó en la USSF D2 Pro League por la Conferencia NASL)
- Minnesota Thunder (2005–09)
- Montreal Impact (2005–09) (En 2010 jugó en la USSF D2 Pro League por la Conferencia NASL)
- Portland Timbers (2005–10) (En 2010 jugó en la USSF D2 Pro League)
- Puerto Rico Islanders (2005–10) (2010 season played in USSF D2 Pro League)
- Richmond Kickers (2005)
- Rochester Rhinos (2005–10) (En 2010 jugó en la USSF D2 Pro League)
- Seattle Sounders (2005–08)
- Toronto Lynx (2005–06)
- Vancouver Whitecaps (2005–09) (En 2010 jugó en la USSF D2 Pro League por la Conferencia NASL)
- Virginia Beach Mariners (2005–06)

## Líderes Históricos
| #  | Nombre           | Goles |
| -- | ---------------- | ----- |
| 1  | Eduardo Sebrango | 100   |
| 2  | Mark Baena       | 86    |
| 3  | Paul Conway      | 79    |
| 4  | Doug Miller      | 77    |
| 5  | Mauro Biello     | 76    |
| 6  | Jason Jordan     | 70    |
| 7  | Chance Fry       | 68    |
| 8  | Domenic Mobilio  | 65    |
| 9  | Jamel Mitchell   | 64    |
| 10 | Kevin Jeffrey    | 61    |

| # | Nombre          | Partidos |
| - | --------------- | -------- |
| 1 | Mauro Biello    | 320      |
| 2 | Nick DeSantis   | 245      |
| 3 | Lloyd Barker    | 242      |
| 4 | Nevio Pizzolito | 228      |
| 5 | Scott Jenkins   | 220      |
| 6 | Lenin Steenkamp | 219      |
| 7 | Bill Sedgewick  | 218      |
| 8 | David Diplacido | 217      |
| 9 | Steve Klein     | 211      |

- Nota: incluye los números de la A-League

## Promedio de asistencia
| Año  | Asistencia |
| ---- | ---------- |
| 2005 | 4.527      |
| 2006 | 4.667      |
| 2007 | 4.420      |
| 2008 | 5.164      |
| 2009 | 4.720      |
| 2010 | 4.449      |